# Andrius Šedžius
Andrius Šedžius (ur. 23 lutego 1976 w Szawlach) – litewski przedsiębiorca i polityk, od 2008 do 2012 poseł na Sejm Republiki Litewskiej.

## Życiorys
W latach 1999–2004 studiował ekonomię przedsiębiorstwa na Uniwersytecie Szawelskim, uzyskując w 2004 licencjat z dziedziny ekonomii, a w 2006 tytuł zawodowy magistra zarządzania przedsiębiorstwem. Od 1992 zatrudniony na różnych stanowiskach w prywatnych spółkach, w latach 2001–2007 był dyrektorem szawelskiej telewizji regionalnej.
W 2000 przystąpił do Litewskiej Partii Socjaldemokratycznej. Zasiadał w jej władzach miejskich (2006–2008), był także przewodniczącym socjaldemokratycznej młodzieżówki.
Od 2007 zasiadał w radzie miejskiej Szawli. Od 2001 był członkiem zarządu klubu wioślarskiego "Gintarinis irklas", zaś od 2006 zarządu klubu motocyklowego "Šauliai". W latach 2002–2004 zasiadał w zarządzie regionalnego dziennika "Šiaulių kraštas".
W 2004 bez powodzenia ubiegał się o wybór do Sejmu. W wyborach w 2008 uzyskał mandat posła z ramienia LSDP w okręgu Szawle. Zasiadł w Komisji Spraw Zagranicznych, Energii Atomowej oraz Komisji Sejmu Litewskiego i Światowej Wspólnoty Litwinów. Był także członkiem Komisji Spraw Europejskich. W trakcie kadencji wystąpił z LSDP, w 2012 bez powodzenia ubiegał się o reelekcję jako kandydat niezależny. W 2018 wszedł w skład władz krajowych Litewskiej Socjaldemokratycznej Partii Pracy.